# Mistrzostwa Świata w Gimnastyce Sportowej 1958
14. Mistrzostwa świata w gimnastyce sportowej, które odbyły się w Związku Socjalistycznych Republik Radzieckich w mieście Moskwa w 1958 roku.

## Tabela medalowa
| Poz. | Państwo        | Złota | Srebra | Brązy | Łącznie |
| ---- | -------------- | ----- | ------ | ----- | ------- |
| 1    | ZSRR           | 12    | 7      | 7     | 26      |
| 2    | Japonia        | 1     | 6      | 4     | 11      |
| 3    | Czechosłowacja | 1     | 3      | 1     | 5       |
| 4=   | Jugosławia     | 0     | 0      | 1     | 1       |
| 4=   | Rumunia        | 0     | 0      | 1     | 1       |

## Mężczyźni

### Wielobój indywidualnie
| Medal | Zawodnik       | Punkty  |
| ----- | -------------- | ------- |
| 1     | Boris Szachlin | 116.050 |
| 2     | Takashi Ono    | 115.600 |
| 3     | Jurij Titow    | 115.450 |

### Ćwiczenia wolne
| Medal | Zawodnik       | Punkty |
| ----- | -------------- | ------ |
| 1     | Masao Takemoto | 19.550 |
| 2     | Takashi Ono    | 19.500 |
| 3     | Jurij Titow    | 19.400 |

### Ćwiczenia na koniu z łękami
| Medal | Zawodnik       | Punkty |
| ----- | -------------- | ------ |
| 1     | Boris Szachlin | 19.550 |
| 2     | Pawieł Stołbow | 19.375 |
| 3     | Miroslav Cerar | 19.350 |

### Ćwiczenia na kółkach
| Medal | Zawodnik        | Punkty |
| ----- | --------------- | ------ |
| 1     | Albert Azarian  | 19.875 |
| 2     | Aihara Nobuyuki | 19.475 |
| 3     | Jurij Titow     | 19.455 |

### Skok
| Medal | Zawodnik       | Punkty |
| ----- | -------------- | ------ |
| 1     | Jurij Titow    | 19.350 |
| 2     | Masao Takemoto | 19.150 |
| 3     | Takashi Ono    | 19.125 |

### Ćwiczenia na poręczach
| Medal | Zawodnik       | Punkty |
| ----- | -------------- | ------ |
| 1     | Boris Szachlin | 19.650 |
| 2     | Takashi Ono    | 19.500 |
| 3     | Pawieł Stołbow | 19.425 |

### Ćwiczenia na drążku
| Medal | Zawodnik       | Punkty |
| ----- | -------------- | ------ |
| 1     | Boris Szachlin | 19.575 |
| 2     | Albert Azarian | 19.350 |
| 3     | Masao Takemoto | 19.300 |
| 3     | Jurij Titow    | 19.300 |

### Zawody drużynowe
| Medal | Państwo        | Punkty  |
| ----- | -------------- | ------- |
| 1     | ZSRR           | 575.450 |
| 2     | Japonia        | 572.600 |
| 3     | Czechosłowacja | 549.300 |

## Kobiety

### Wielobój indywidualnie
| Medal | Zawodniczka     | Punkty |
| ----- | --------------- | ------ |
| 1     | Łarysa Łatynina | 77.464 |
| 2     | Eva Bosáková    | 76.332 |
| 3     | Tamara Manina   | 76.167 |

### Skok
| Medal | Zawodniczka     | Punkty |
| ----- | --------------- | ------ |
| 1     | Łarysa Łatynina | 19.233 |
| 2     | Sofja Muratowa  | 19.100 |
| 2     | Lidija Kalinina | 19.100 |
| 2     | Tamara Manina   | 19.100 |

### Ćwiczenia na poręczach
| Medal | Zawodniczka      | Punkty |
| ----- | ---------------- | ------ |
| 1     | Łarysa Łatynina  | 19.499 |
| 2     | Eva Bosáková     | 19.300 |
| 3     | Polina Astachowa | 19.199 |

### Ćwiczenia na równoważni
| Medal | Zawodniczka     | Punkty |
| ----- | --------------- | ------ |
| 1     | Łarysa Łatynina | 19.399 |
| 2     | Sofja Muratowa  | 19.099 |
| 3     | Keiko Tanaka    | 19.066 |

### Ćwiczenia wolne
| Medal | Zawodniczka     | Punkty |
| ----- | --------------- | ------ |
| 1     | Eva Bosáková    | 19.400 |
| 2     | Łarysa Łatynina | 19.333 |
| 3     | Keiko Tanaka    | 19.199 |

### Zawody drużynowe
| Medal | Państwo        | Zawodniczka                  | Punkty  |
| ----- | -------------- | ---------------------------- | ------- |
| 1st   | ZSRR           | Polina Astachowa             | 381.620 |
| 1st   | ZSRR           | Raisa Borisowa               | 381.620 |
| 1st   | ZSRR           | Lidija Kalinina              | 381.620 |
| 1st   | ZSRR           | Łarysa Łatynina              | 381.620 |
| 1st   | ZSRR           | Tamara Manina                | 381.620 |
| 1st   | ZSRR           | Sofja Muratowa               | 381.620 |
| 2nd   | Czechosłowacja | Eva Bosáková                 | 371.855 |
| 2nd   | Czechosłowacja | Věra Čáslavská               | 371.855 |
| 2nd   | Czechosłowacja | Anna Marejková               | 371.855 |
| 2nd   | Czechosłowacja | Matylda Matoušková           | 371.855 |
| 2nd   | Czechosłowacja | Ludmila Švédová              | 371.855 |
| 2nd   | Czechosłowacja | Adolfína Tačová              | 371.855 |
| 3rd   | Rumunia        | Elena Dobrovolschi-Niculescu | 367.020 |
| 3rd   | Rumunia        | Atanasia Ionescu             | 367.020 |
| 3rd   | Rumunia        | Sonia Iovan                  | 367.020 |
| 3rd   | Rumunia        | Emilia Lita                  | 367.020 |
| 3rd   | Rumunia        | Ileana Petroșanu             | 367.020 |
| 3rd   | Rumunia        | Elena Leușteanu              | 367.020 |